# キデクシャ
座標: 北緯56度25分27秒 東経40度31分19秒 / 北緯56.42417度 東経40.52194度

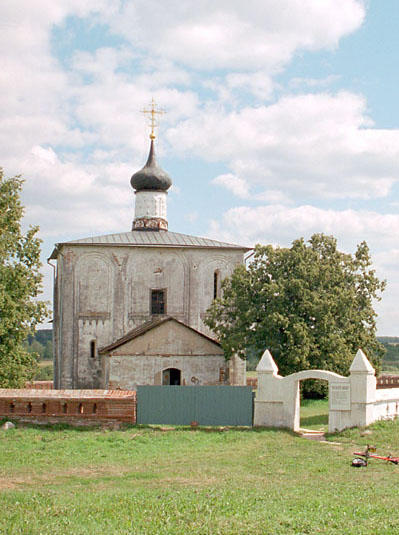
キデクシャの聖ボリスとグレブ聖堂

キデクシャ（ロシア語: Кидекша, 英語: Kideksha）はロシア・ヴラジーミル州にある村落で、スーズダリの町からは東へ4kmの位置にある。カメンカ川がネルリ川（クリャージマ川の支流）に注ぐ合流点にある。
12世紀、キデクシャには、近くのスーズダリを都としたユーリー・ドルゴルーキー公の居城があった。ユーリー公はカメンカ川上流のスーズダリとも水運で繋がるこの地の戦略的重要性から居城の位置を選んだと考えられる。1152年にはユーリー公が聖ボリスとグレブ聖堂を建てさせたが、これは今もキデクシャに建っている。
現在のキデクシャは12世紀半ばの聖ボリスとグレブ聖堂をはじめ、18世紀に至るまでの美しい建築物が残っている。聖ボリスとグレブ聖堂は、ペレスラヴリ・ザレスキーの救世主顕栄大聖堂（1152年建立）と並び、ウラジーミル・スーズダリ大公国の大理石でできた石造建築群の中でも、現存する最古のものである。1239年にキデクシャもモンゴル帝国軍に襲われ廃墟と化した。聖ボリスとグレブ聖堂の廃墟は改修されたが再度放棄され、16世紀から17世紀頃に大きく改造のうえ再建されている。
キデクシャの村はロシアの「黄金の環」を形成する町の一つで、聖ボリスとグレブ聖堂は1992年に世界遺産「ウラジーミルとスーズダリの白亜の建造物群」の一つに登録された。